# Прехришћанско словенско писмо
Словенско писмо (такође словенске руне, руница) је претпостављено писмо древних Словена које је постојало у временима пре покрштавања Словена и осмишљавања глагољице и ћирилице. Изворни споменици на овом писму нису сачувани, већ само сведочанства о његовом постојању.

## Помени словенског писма
Црноризац Храбар у спису О писменима преноси да Стари Словени нису имали књига, већ су се користили цртама и резама. Након примања хришћанства, употребљавали су грчка и римска слова „без устројења“, све док Ћирило и Методије нису саставили азбуку:
Ибн Фадлан, арапски изасланик у Волшку Бугарску (на територији данашње Русије) 922. године, пише о нарави и обичајима Руса. После обредног спаљивања покојника, саплеменици би на дрвету беле тополе или брезе „написали име (умрлог) мужа и име цара и удаљили се“. Други средњовековни извор, Титмар Мерзебуршки, описујући словенски пагански храм на острву Рујан, примећује да су на киповима урезана њихова имена ("singulis nominibus insculptis").
Средњовековно панонско житије Константина Филозофа бележи да су Словени већ били писмени у време његове мисије: „током мисије на Криму 860. њему показаше јеванђеље и псалме написане руским писменима [...] Константин саопштава да их никада раније није видео, али да их је научио изненађујуће брзо“.
Истраживачи старословенског писања потврђују да су слова старословенских натписа посебна криптографија која има и религиозно и философско значење..
Тешко је рећи колико је карактера обухватало првобитно буквично писмо, али нема сумње да су почетком 9. века Словени су користили буквично писмо, које садржи 49 знакова- буквица.
Поједини истраживачи, међу којим се истиче Радивоје Пешић повезују древно писмо Словена са древним винчанским писмом насталим на обалама Дунава у доба неолита, које се назива још и Дунавско писмо.